# Schlesiertalsperre

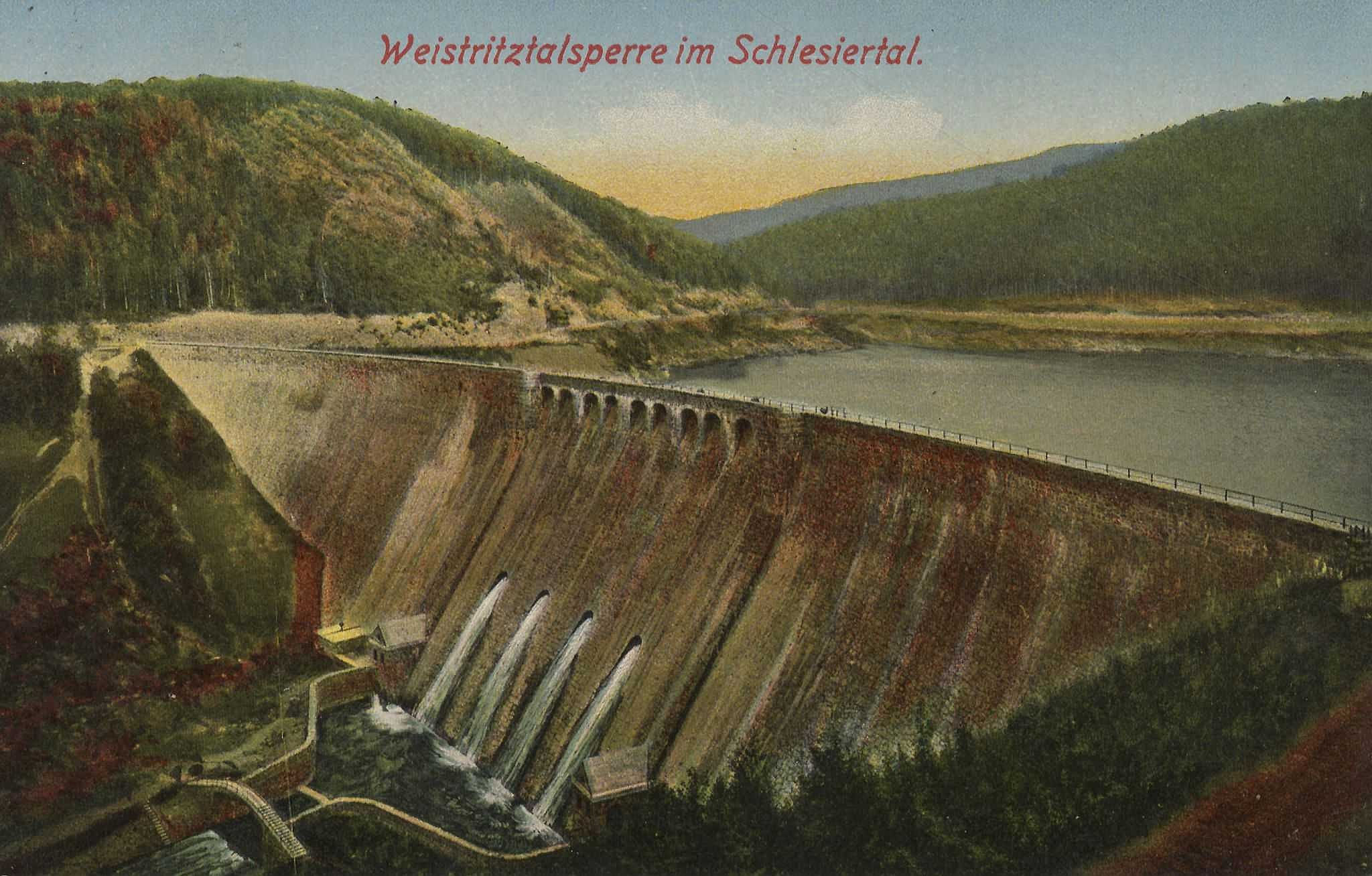
Weistritztalsperre im Schlesiertal 1923

Luftaufnahme, Oktober 2021

Die Schlesiertalsperre, auch Weistritz-Talsperre oder Breitenhain-Talsperre (polnisch Jezioro Bystrzyckie auch Jezioro Lubachowskie), ist eine Talsperre an der Schweidnitzer Weistritz im Eulengebirge in der Woiwodschaft Niederschlesien in Polen. Sie wurde zwischen 1912 und 1917 errichtet und hat ein Stauvolumen von 8 Millionen m³.
Vorrangig dient sie dem Hochwasserschutz, gleichzeitig erzeugt sie jährlich ca. 4 Millionen kWh Elektroenergie aus Wasserkraft. Das Absperrbauwerk ist eine gekrümmte Gewichtsstaumauer aus Bruchsteinmauerwerk nach dem Intze-Prinzip, die auf Gneis gegründet ist. Sie hat nach Kelen 1933 2,11 Millionen RM gekostet, das entspräche einem inflationsbereinigten Gegenwert von etwa 11,8 Millionen Euro.
Die Talsperre befindet sich zwischen Lubachów (Breitenhain) und Zagórze Śląskie (Kynau), über dem tiefen Taleinschnitt befindet sich die Kynsburg.